# Joseph Kutter
Joseph Jean Ferdinand Kutter més conegut com a Joseph Kutter, (Ciutat de Luxemburg, 12 de desembre de 1894 - Ciutat de Luxemburg 2 de gener de 1941) fou un pintor luxemburguès fill del fotògraf Édouard Kutter.

## Biografia
Kutter es va criar a la ciutat de Luxemburg, on el seu pare era fotògraf. Després d'assistir a l'Escola d'Oficis de Luxemburg, va continuar els seus estudis el 1911 i 1914 a les acadèmies d'arts decoratives d'Estrasburg i Múnic. El 1915, va treballar durant alguns mesos com a pintor de vitralls a Colònia, en aquells dies (1917-1918) va estar alguns mesos a l'Acadèmia de Belles Arts de Múnic, on va ser introduït en un estil de pintura inspirada en Wilhelm Leibl.
Kutter va romandre fins a 1924 a Múnic, on es va casar el 1919. El seu art, en aquest moment reflecteix la influència de Cézanne i de l'expressionisme alemany. En aquest mateix any a Luxemburg, va participar en l'exposició coneguda com el Saló del cercle artístic, i va rebre el Prix Grand-Duc Adolphe, però només va ser el 1926 quan les primeres crítiques positives van aparèixer a Bèlgica. Kutter i alguns altres artistes amb el Cercle Artístic) l'any 1927, van organitzar la seva pròpia exposició al Salon de la Sécession.
El 1930, Kutter va participar a París en el Saló de la Tardor. A França i Bèlgica van ser reconeguts els mèrits de Kutter, mentre que en el seu país continuava sent desconegut. És per aquesta raó que des de 1930 no va presentar les seves obres en públic a Luxemburg. També l'any 1933, va deixar d'exhibir a Alemanya després d'haver estat considerat un degenerat quand Hitler va arribar al poder. El 1936, va rebre l'encàrrec de pintar dues grans obres de Ciutat de Luxemburg i Clervaux per a l'Exposició Universal de París (1937). Mentre treballava en ells, va començar a patir una malaltia dolorosa que els metges van ser incapaços de diagnosticar. Més tard, durant els seus millors períodes, va pintar els seus pallassos que revelen el seu sofriment i la seva ansietat. Va morir el 2 de gener de 1941 a la ciutat de Luxemburg.
|  |  |

## Anàlisi
A les pintures de Kutter, els subjectes sovint estan exposats en primer pla, com preparats per ser fotografiats. Els seus retrats, pintats amb pinzellades fortes, mostren normalment figures amb grans nassos, sempre per cridar l'atenció.
A partir de 1918, les pintures de Kutter cada vegada van començar a presentar-se amb motius expressionistes, sobretot en els seus paisatges i treballs florals on les línies i colors intensos es van convertir en prominents. Encara que Kutter va passar alguns anys a Alemanya, el seu treball va ser influït sobretot per les tendències de França i Bèlgica. El seu centre d'atenció va ser la figura humana. Va representar, sovint, els seus personatges com a pallassos desesperats i trists. Les dues grans pintures de la Ciutat de Luxemburg i Clervaux que va rebre l'encàrrec de pintar per al pavelló de Luxemburg de l' per a l'Exposició Universal de París (1937), són excel·lents exemples del seu estil expressionista madur. A la seva pintura de Ciutat de Luxemburg, la seva visió de la ciutat accentua la construcció de terrasses apilades de les cases, recalca l'aspecte cúbic dels edificis i atorga un aspecte aspre a les muralles defensives posant de manifest la força de les fortificacions.
|  |  |